# Zanele Muholi
Zanele Muholi,née le 19 juillet 1972 à Umlazi à Durban, est une personnalité sud-africaine, photographe et artiste visuelle non binaire.

## Biographie

### Enfance
Dernière des cinq enfants d'Ashwell Tanji Banda et Bester Muholi, Zanele Muholi est d'abord coiffeuse, activiste LGBTQI et photographe.

### Formation professionnelle
Muholi suit en 2002-2003 une formation avancée en photographie à Newtown, Johannesbourg (à l'école Market Photo Workshop) et expose pour la première fois à titre personnel en 2004 à la Johannesburg Art Gallery.
En 2009, Muholi obtient un Master of Fine Arts spécialisé dans le documentaire à l'université Ryerson de Toronto. Son mémoire étudie les représentations visuelles du lesbianisme noir dans l'Afrique du Sud d'après l'apartheid.[réf. nécessaire]

### Carrière photographique et journalistique
Muholi commence à travailler comme photographe et journaliste pour Behind the Mask, un fanzine en ligne traitant des questions LGBT en Afrique.
En 2002, Muholi cofonde le Forum pour l'autonomisation des femmes (en anglais : for the Empowerment of Women), une organisation lesbienne noire qui propose un espace sûr aux femmes, avant de documenter des crimes commis contre la communauté gay, notamment le viol correctif.
Sa première exposition personnelle Visual Sexuality: Only Half the Picture exposée à la Johannesburg Art Gallery en 2004 est le reflet de son engagement. Muholi enchaîne par plusieurs expositions à travers le monde : au CCA de Lagos, au Kunsthalle Wien Project Space à Vienne, chez Michael Stevenson au Cap, à la Case d’Arte de Milan, chez Fred Mann à Londres et durant l'Afrovibes Festival à Amsterdam.
En 2009, Muholi fonde Inkanyiso, une association d'activisme visuel mise au service de la communauté LGBT ; la devise de Inkanyiso est « Produire - Éduquer - Diffuser ». 2010 est l'année de la co-réalisation de son second documentaire, Difficult Love, présenté dans divers festivals à travers le monde. Il fait suite au court métrage Enraged by a Picture réalisé en 2006.
Le 28 octobre 2013, Muholi devient professeure honoraire de vidéo et de photographie à l'université des arts de Brême (en) en Allemagne.
En 2012, Muholi participe à la documenta 13 à Cassel puis, en 2016, aux Rencontres de la photographie d'Arles, et à l'exposition « L'autre continent » au muséum d'histoire naturelle du Havre.
Après une première exposition à Paris en 2012, Muholi est une des figures majeures de l'exposition « Art/Afrique ici » en 2017 à la Fondation d'entreprise Louis-Vuitton.
En 2023, ses travaux font l’objet d’une importante rétrospective à la Maison européenne de la photographie à Paris.

### Genre
Muholi se définit comme non binaire et souhaite que le pronom personnel they soit utilisé à son propre égard;;

### Décoration
- 2017 :  Chevalier de l'ordre des Arts et des Lettres, France[20]

## Publications
- Fotógrafas Africanas n°1, Editions La Fabrica 1999 ; rééd. 2011[21]
- Somnyama Ngonyama – Salut à toi lionne noire !, Éditions Delpire & Co, Paris, 2021, 212 p.[22],[23]

## Expositions

### Expositions personnelles
- 2017 : « Zanele Muholi », exposition rétrospective issue de différentes séries depuis 2006, retraçant son combat contre le racisme, la discrimination et toute forme d’inégalité dans la société post-apartheid d'Afrique du Sud, Stedelijk Museum, Amsterdam, Pays-Bas, du 8 juillet au 15 octobre 2017[24]
- 2023 : « Zanele Muholi, rétrospective », Maison européenne de la photographie, Paris, du 1er février au 21 mai 2023[17]
- 2023 : « Zanele Muholi », Kunstmuseum de Lucerne, Suisse, du 8 juin au 22 octobre 2023[25]
- 2025 : « Zanele Muholi », exposition réunissant des extraits de la série Somnyama Ngonyama — une série d'autoportraits — ainsi que des séries Brave Beauties, montrant des portraits de femmes trans et de personnes non binaires, les représentant dans des poses audacieuses et autonomes, et Faces and Phases, présentant des portraits de lesbiennes noires, de personnes non conformes au genre et d'hommes trans, SCAD Museum of Art, Savannah, Géorgie, États-Unis, du 24 février au 6 juillet 2025[26],[27]

### Expositions collectives
- 2024 : « Beauté fragile », photographies de la collection Sir Elton John et David Furnish rassemblant plus de 300 photographies de 140 photographes couvrant la période de 1950 à nos jours qui relatent l'histoire de la photographie moderne et contemporaine, explorant des thèmes tels que la mode, le reportage, le portrait de célébrités, le corps masculin et la photographie américaine, avec des œuvres de nombreux artistes contemporains[28], Victoria and Albert Museum, South Kensington, Londres, du 18 mai 2024 au 5 janvier 2025[29],[30],[31]

## Récompenses et distinctions
- 2005 : Tollman Award pour les arts visuels
- 2006 : Fellowship pour les arts visuels BHP Billiton/université du Witwatersrand
- 2009 : Résidence à la fondation Thami-Mnyele à Amsterdam — Résidence Ida & Ely Rubin au Massachusetts Institute of Technology
- 2013 : Prix de l'Index on Censorship — Prix du Prince Claus[32],[33]
- 2016 : Infinity Award du photojournalisme du Centre international de la photographie, New York
- 2023 : Docteur honoris causa de l'université de Liège[34].

## Polémique et faits divers
En août 2009, la ministre de la Culture d'Afrique du Sud, Lulama Xingwana, considère en sortant d'une de ses expositions que celle-ci est « immorale et contraire à l'esprit de la nation ». Zanele Muholi répond en faisant part de son étonnement et réitère sa volonté de « créer un dialogue » avant tout.
Le 20 avril 2012 son appartement est cambriolé : des disques durs contenant cinq années de photos et de vidéos ainsi que son ordinateur portable sont dérobés. Parmi les travaux dérobés, il y avait un reportage sur les funérailles de trois lesbiennes sud-africaines assassinées à la suite d'une agression homophobe. Des soupçons pèsent sur la volonté des voleurs de dérober uniquement des travaux relatifs à la condition lesbienne en Afrique du Sud. Muholi était alors à l'étranger,.